# الكنيسة المورافية

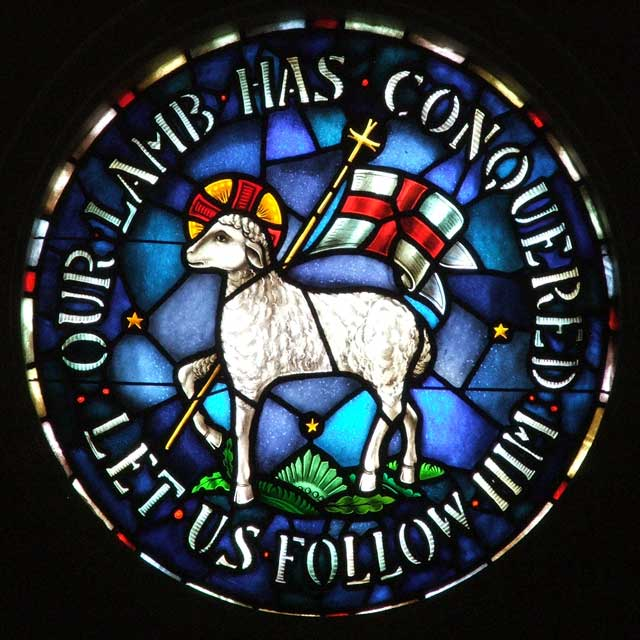
شعار الطائفة المورافية الموجود في وينستون-سالم، كارولاينا الشمالية في الولايات المتحدة

الكنيسة المورافية (بالتشيكيّة: Moravští bratři) هي أقدم طائفة بروتستانتية. اسم هذه الكنيسة أتى من أتباعها الذين نفيوا إلى سكسونيا في سنة 1722 والذين أتوا من مورافيا وألتي تقع في جنوب شرق تشيكيا. مؤسس هذه الطائفة هو يان هوس والذي أسسها في سنة 1457 في كونفالد في بوهيميا، وقد عانى أتباع هذه الطائفة من الاضطهاد من قبل الإمبراطورية الرومانية المقدسة ومنهم يان هوس نفسه مؤسس الطائفة الذي حكم بالإعدام بتهمة الهرطقة وقد تم إعدامه حرقاً وقد حث المورافيين على الوحدة المسيحية والتقوى الشخصية والتبشير والترتيل.
الكنيسة تتخذ حمل الله محاط بكلمات لاتينية شعار لها والشعار هو (Vicit agnus noster, eum sequamur أي حملنا يقودنا، فلنتبعهُ) واسم أتباع هذه الكنيسة هو الهوسيون. وقد تبنى يان هوس سولا فيدي ورفض الانغماس في الشريعة وبهذا أصبحت الكنيسة المورافية كنيسة بروتستانتية. ونتيجة لإتهام الهوسيين بالهرطقة خاض الهوسيون عدة حروب ضد الإمبراطورية الرومانية المقدسة وسُميت بحروب الهوسيين وانتهت بهزيمة الهوسيين وقتل عدد كبير منهم، ظهور هذا المذهب أدى لاعتناق مارتن لوثر وثم جون كالفين لهذه الأفكار، اليوم أتباع هذه الكنيسة لا يتجاوزون 750,000 ألف نسمة في العالم، ويشكلون نسبة 0.8 % من سكان التشيك (في حين أن 79 % منهم هم لا دينيين و10 % رومان كاثوليك).